# The Future Is Now
Albums de Non Phixion
The Past, The Present and The Future Is Now
(2000) The Green CD/DVD
(2004)
The Future is Now est le premier album studio de Non Phixion, sorti le 26 mars 2002.
L'album précédent, The Past, The Present and The Future Is Now était une compilation de leurs maxis. De nombreux artistes reconnus tels que The Beatnuts ou DJ Premier produisent cet album. Malgré un excellent accueil des critiques, ce disque ne fut pas une réussite commerciale.
Une édition « platinum », sortie en 2004, contient un second CD avec la plupart des instrumentaux de l'album.

## Liste des titres
| No  | Titre                                                                                       | Producteur(s)                | Durée |
| --- | ------------------------------------------------------------------------------------------- | ---------------------------- | ----- |
| 1.  | Futurama                                                                                    | Necro                        | 4:07  |
| 2.  | Drug Music                                                                                  | Large Professor & DJ Eclipse | 3:28  |
| 3.  | The CIA Is Trying to Kill Me                                                                | Necro                        | 4:21  |
| 4.  | If You Got Love                                                                             | Pete Rock                    | 3:50  |
| 5.  | There Is No Future (featuring Necro)                                                        | Necro                        | 4:09  |
| 6.  | Uncle Howie                                                                                 |                              | 1:00  |
| 7.  | Rock Stars                                                                                  | DJ Premier                   | 3:59  |
| 8.  | Say Goodbye to Yesterday                                                                    | Necro                        | 3:56  |
| 9.  | Black Helicopters                                                                           | Necro                        | 4:07  |
| 10. | Strange Universe (featuring MF Doom)                                                        | Necro                        | 2:05  |
| 11. | Cult Leader                                                                                 | Dave One                     | 3:08  |
| 12. | It's Us                                                                                     | Large Professor              | 4:58  |
| 13. | Suicide Bomb (featuring The Beatnuts, Al Tariq, Marley Metal & Moonshine)                   | JuJu                         | 3:33  |
| 14. | Where You Wanna Go                                                                          |                              | 0:27  |
| 15. | We Are the Future                                                                           | Large Professor              | 4:15  |
| 16. | The CIA Is Still Trying to Kill Me (featuring Steph des Deftones & Raymond de Fear Factory) | T-Ray & Necro                | 4:39  |